# Kecamatan Pulaulaut Utara
Kecamatan Pulaulaut Utara är ett distrikt i Indonesien.   Det ligger i provinsen Kalimantan Selatan, i den västra delen av landet, 1 100 km öster om huvudstaden Jakarta. Kecamatan Pulaulaut Utara ligger på ön Pulau Laut.